# José Nehín
José Nehín est un footballeur international argentin, né le 13 octobre 1905 à San Juan et mort le 16 décembre 1957. Il évolue au poste de milieu de terrain au Sportivo Desamparados dont il est un des fondateurs en 1919.
Il dispute avec la sélection argentine la Coupe du monde 1934. Ses frères Pablo et Nahún sont également footballeurs.

## Biographie
José Nehín est un des fondateurs du club argentin du Club Sportivo Desamparados en 1919,. Il joue aux côtés de ses frères Pablo et Nahún avec qui il remporte la Liga Sanjuanina de Futbol en 1928.
Il est sélectionné par l'entraîneur italien Felipe Pascucci pour disputer la Coupe du monde 1934 en Italie avec l'équipe d'Argentine. Il est le seul joueur sélectionné ne provenant pas d'un club de Buenos Aires.